# Oconostota

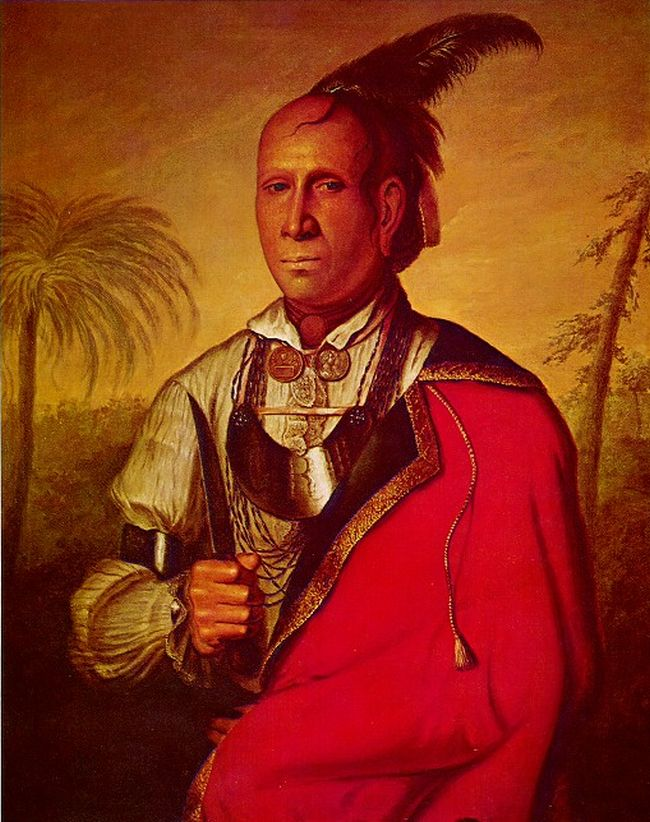
Oconostota, Ölgemälde von Francis Parsons, 1762

Oconostota (* um 1704/1715 in den Overhill Towns, Tennessee; † 1783/1784 in Tennessee) (eng. Stalking/Standing Turkey, dt. Verfolgender/Stehender Truthahn) war ein bedeutender Kriegshäuptling (skiagusta) von Chota und Anführer der Cherokee (eng. First Beloved Man, dt. erster geliebter Mann) von 1775 bis 1781.

## Name
Oconostotas Name in Cherokee Aganstata, laut Mooney ließ sich der Name mit Murmeltierwurst (von agana Murmeltier und tsistau "ich zerkleinere/mörsere es"). Auf seinem Grabstein bei Chota, für einige Zeit das führende Dorf der Overhill Cherokee, erscheint sein Name als Oconastota mit zwei a geschrieben. In manchen Schriften wird er Cunne Shote genannt, möglicherweise eine Fehlaussprache seines Namens.

## Leben
Über Oconastotas Herkunft ist nur sehr wegen bekannt, er war möglicherweise ein Sohn von Moytoy von Tellico und wurde zwischen 1704 und 1715 in den Overhill Towns in Tennessee geboren. Die Identität seiner ersten Frau ist unbekannt. Ihre Tochter Nionne Ollie (Gezähmte Taube), Mutter von Dragging Canoe heiratete Attakullakulla, seinen Cousin. Einige Quellen gehen davon aus, dass Nionne Ollie eine Natchez war, die von Oconastotas Frau adoptiert wurde, die in der matrilinearen Gesellschaft der Cherokee Status und Erbe an ihre Tochter weitergab.
Oconostota erscheint erstmals 1736 in historischen Aufzeichnungen. Er war ein geachteter und bekannter Krieger unter den Cherokee und wurde Großer Krieger von Chota genannt. Möglicherweise wurde er von dem deutschen Christian Priber beeinflusst, der von etwa 1735 bis 1739 bei den Cherokee lebte.
Anfangs deutlich den Franzosen zugeneigt, änderte Oconostota 1753 seine Meinung, nachdem diese ihn nicht mit den benötigten Handelsgütern versorgen konnten. Oconastota wechselte seine Allianz auf die britische Seite und führte 1753 eine pro-britische Cherokee Truppe gegen die Choctaw. Die nächsten 12 Jahre kämpften die Cherokee sowohl mit, als auch gegen die Briten, aber als mehr und mehr amerikanische Siedler Cherokeeland übernahmen, stellten sie sich hinter die Briten.

### Cherokee War
Im 1759 wurde Oconastota mit 29 seiner Gefolgsleute wegen Missverständnissen wegen ihrer Dienste gegen die Franzosen im Fort Prince George als Geiseln genommen. Nach Intervention durch Attakullakulla wurde Oconastota freigelassen, tötete jedoch außerhalb des Forts einen britischen Offizier. Um diesen Tod zu rächen, richteten die Briten alle Gefangenen hin. Als Rache dafür übernahmen die Cherokee im Juni 1760 das Fort Loudoun und massakrierten die meisten der dort stationierten Soldaten, als diese sich bereits auf dem Weg nach Charles Town befanden. Trotz der Racheaktionen der Briten, die unter anderem die Lower Cherokee Towns zerstörten, wuchs Oconastotas Reputation.
Nach dem Tod seines Cousins Attakullakulla, vermutlich 1777, wurde Oconostota als sein Nachfolger der First Beloved Man of the Cherokee. Die Zeit seiner Anführerschaft war von Krieg und Kampf geprägt, die 1780 ihnen Höhepunkt mit der Zerstörung von Chota und Tanasi durch amerikanische Revolutionstruppen ihren Höhepunkt fanden. Es wird angenommen, dass Oconastota 1783 starb. Er wurde nach einer Beschreibung mit einem Breitschwert in den Händen begraben.

## Gedenken

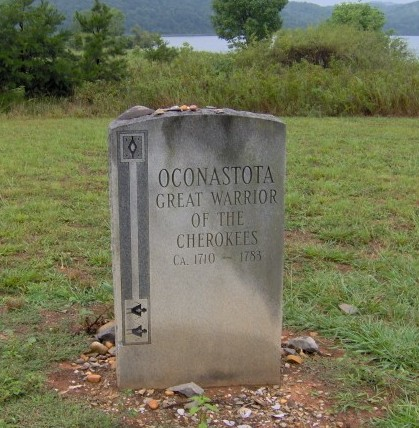
Oconostotas Grabstelle an der Chota-Gedenkstätte in Monroe County (Tennessee).

Während archäologischer Grabungen in Chota, vor der Überflutung durch den Tellico Lake wurden die sterblichen Überreste von Oconastota gefunden. Identifiziert wurden sie durch eine Lesebrille, die Oconastota besessen hatte und die mit ihm begraben wurde. Seine Gebeine wurden in das vom Tennessee Valley Authority angehobene Chotagebiet umgebettet. Heute markiert ein Grabstein die Stelle und es hat sich die Tradition entwickelt einen Stein auf seinen Grabstein zu legen. Dies symbolisiert die Dauerhaftigkeit der Erinnerung und seines Vermächtnisses, da ein Stein nicht sterben kann.